# العرين (المفلحي)

تعديل مصدري - تعديل

العرين هي إحدى قرى عزلة المفلحي بمديرية المفلحي التابعة لمحافظة لحج، بلغ تعداد سكانها 411 نسمة حسب تعداد اليمن لعام 2004.